# Listă de filme germane din 1931
Aceasta este o listă de filme germane din 1931:

## Lista
| Titlu                                     | Regizor                             | Distribuție                                             | Gen                 | Note                                                                    |
| ----------------------------------------- | ----------------------------------- | ------------------------------------------------------- | ------------------- | ----------------------------------------------------------------------- |
| 1914                                      | Richard Oswald                      | Albert Bassermann, Hermann Wlach                        | Drama               |                                                                         |
| 24 Hours in the Life of a Woman           | Robert Land                         | Henny Porten, Walter Rilla                              | Drama               |                                                                         |
| The Adventurer of Tunis                   | Willi Wolff                         | Philipp Manning, Ellen Richter                          | Adventure           |                                                                         |
| Alarm at Midnight                         | Johannes Meyer                      | Hans Stüwe, Otto Wallburg, Gerda Maurus                 | Thriller            |                                                                         |
| Anna Christie                             | Jacques Feyder                      | Greta Garbo, Theo Shall                                 | Drama               | German Version made by MGM in Hollywood                                 |
| Ariane                                    | Paul Czinner                        | Elisabeth Bergner, Rudolf Forster, Annemarie Steinsieck | Drama               |                                                                         |
| Ash Wednesday                             | Johannes Meyer                      | Karl Ludwig Diehl, Hans Stüwe, Claire Rommer            | Drama               |                                                                         |
| Ein ausgekochter Junge                    | Erich Schönfelder                   |                                                         |                     |                                                                         |
| The Battle of Bademunde                   | Philipp Lothar Mayring              | Max Adalbert, Claire Rommer, Paul Wagner                | Comedy              |                                                                         |
| The Beggar Student                        | Victor Janson                       | Jarmila Novotná, Fritz Schulz                           | Musical             |                                                                         |
| Berlin Alexanderplatz                     | Phil Jutzi                          | Heinrich George, Margarete Schlegel                     | Drama               | based on the novel by Alfred Döblin published two years earlier         |
| Between Night and Dawn                    | Gerhard Lamprecht                   | Aud Egede-Nissen, Oskar Homolka                         | Drama               |                                                                         |
| Bombs on Monte Carlo                      | Hanns Schwarz                       | Hans Albers, Heinz Rühmann, Anna Sten, Peter Lorre      | Comedy              |                                                                         |
| Bunte Tierwelt                            | Ulrich K.T. Schultz                 |                                                         | documentary         |                                                                         |
| Calais-Dover                              | Anatole Litvak                      | Lilian Harvey, Andre Roanne                             | Comedy              | German/French co-production                                             |
| The Captain from Köpenick                 | Richard Oswald                      | Max Adalbert, Paul Wagner                               | Comedy              |                                                                         |
| Checkmate                                 | Georg Asagaroff                     | Gerda Maurus, Hans Rehmann, Trude Berliner              | Drama               |                                                                         |
| Danton                                    | Hans Behrendt                       | Fritz Kortner, Lucie Mannheim                           | Historical          |                                                                         |
| The Daredevil                             | Richard Eichberg                    | Hans Albers, Gerda Maurus, Mártha Eggerth               | Crime               |                                                                         |
| Demon of the Sea Dämon des Meeres         | Michael Curtiz                      | William Dieterle, Lissy Arna                            | Drama               | German language version of Moby Dick                                    |
| Dienen will ich                           | Gertrud David                       | documentary                                             |                     |                                                                         |
| Die Fledermaus                            | Karel Lamac                         | Anny Ondra, Georg Alexander                             | Musical             | Co-production with France                                               |
| Different Morals                          | Gerhard Lamprecht                   | Walter Rilla, Elga Brink                                | Comedy              |                                                                         |
| The Duke of Reichstadt                    | Viktor Tourjansky                   | Lien Deyers Grete Natzler                               | Historical          |                                                                         |
| Duty is Duty                              | Carl Boese                          | Fritz Spira, Maly Delschaft                             | Comedy              |                                                                         |
| Elisabeth of Austria                      | Adolf Trotz                         | Lil Dagover, Paul Otto                                  | Period Drama        |                                                                         |
| Emil and the Detectives                   | Gerhard Lamprecht                   | Rolf Wenkhaus, Käthe Haack, Fritz Rasp, Rudolf Biebrach | Family              | based on a story by Erich Kästner                                       |
| Everyone Asks for Erika                   | Frederic Zelnik                     | Lya Mara, Alexander Murski                              | Comedy              |                                                                         |
| Express 13                                | Alfred Zeisler                      | Charlotte Susa, Fee Malten                              | Drama               |                                                                         |
| The Fate of Renate Langen                 | Rudolf Walther-Fein                 | Mady Christians, Francis Lederer                        | Drama               |                                                                         |
| The Firm Gets Married                     | Carl Wilhelm                        | Ralph Arthur Roberts, Charlotte Ander                   | Comedy              |                                                                         |
| The Forester's Daughter                   | Frederic Zelnik                     | Irene Eisinger, Paul Richter                            | Musical             |                                                                         |
| Geheimnisse im Pflanzenleben              | Wilhelm Prager                      |                                                         | documentary         |                                                                         |
| Geisterschenke                            | Paul N. Peroff                      |                                                         | Animation           |                                                                         |
| Die geknipste Frau                        | Paul N. Peroff                      |                                                         | Animation           |                                                                         |
| The Girl and the Boy                      | Wilhelm Thiele, Roger Le Bon        | Lilian Harvey, Henri Garat                              | Comedy              | French-language version                                                 |
| Gloria                                    | Hans Behrendt                       | Gustav Fröhlich, Brigitte Helm                          | Drama               |                                                                         |
| Goldgräber in Rumänien                    | Ulrich K.T. Schultz, Johannes Guter |                                                         | documentary         |                                                                         |
| Grock                                     | Carl Boese                          | Liane Haid, Betty Bird                                  | Circus              |                                                                         |
| Am grossen Strom                          | Adolf Freiherr von Dungern          |                                                         | documentary         |                                                                         |
| Harlekin                                  | Lotte Reiniger                      |                                                         | Animation           |                                                                         |
| Headfirst into Happiness                  | Hans Steinhoff                      | Jenny Jugo, Fritz Schulz                                | Comedy              |                                                                         |
| Hell on Earth                             | Victor Trivas                       | Ernst Busch, Vladimir Sokoloff                          | War drama           |                                                                         |
| Her Grace Commands                        | Hanns Schwarz                       | Käthe von Nagy, Willy Fritsch                           | Romantic Comedy     | French language version also released                                   |
| Her Majesty the Barmaid                   | Joe May                             | Käthe von Nagy, Francis Lederer                         | Comedy              |                                                                         |
| Himatschal – Der Thron der Götter         | Günter Oskar Dyhrenfurth            |                                                         | documentary         |                                                                         |
| Hooray, It's a Boy!                       | Georg Jacoby                        | Lucie Englisch, Max Adalbert                            | Comedy              |                                                                         |
| I Go Out and You Stay Here                | Hans Behrendt                       | Camilla Horn, Hermine Sterler                           | Comedy              |                                                                         |
| I'll Stay with You                        | Johannes Meyer                      | Jenny Jugo, Hermann Thimig                              | Comedy              |                                                                         |
| Im Auto durch zwei Welten                 | Clärenore Stinnes                   |                                                         | documentary         |                                                                         |
| In der Nacht                              | Walter Ruttmann                     |                                                         |                     |                                                                         |
| In the Employ of the Secret Service       | Gustav Ucicky                       | Brigitte Helm, Willy Fritsch, Oskar Homolka             | Spy drama           |                                                                         |
| Inquest                                   | Robert Siodmak                      | Albert Bassermann, Gustav Fröhlich                      | Crime               |                                                                         |
| Ins dritte Reich                          | Alois Floroth, Karl Holtz           |                                                         | animated propaganda | Available online here Arhivat în 19 februarie 2017, la Wayback Machine. |
| Instinkt und Verstand                     | Felix Lampe                         |                                                         | documentary         |                                                                         |
| Kameradschaft (Comradeship)               | Georg Wilhelm Pabst                 | Ernst Busch                                             |                     | Fr. title: La Tragédie de la mine                                       |
| Das Kind und die Welt                     | Eberhard Frowein                    |                                                         | documentary         |                                                                         |
| Der Kongreß tanzt (Congress Dances)       | Erik Charell                        | Lilian Harvey, Willy Fritsch, Conrad Veidt              | comedy              | French language version: Le Congrès s'amuse                             |
| Kyritz – Pyritz                           | Carl Heinz Wolff                    |                                                         |                     |                                                                         |
| Liebesspiel                               | Oskar Fischinger                    |                                                         | animation           |                                                                         |
| Liebe im Strandkorb                       | Peter Schaeffers, Guenther Schwenn  |                                                         | documentary         |                                                                         |
| The Little Escapade                       | Reinhold Schünzel                   | Renate Müller, Hermann Thimig                           | Comedy              |                                                                         |
| Louise, Queen of Prussia                  | Carl Froelich                       | Henny Porten, Gustaf Gründgens                          | Historical          |                                                                         |
| The Love Express                          | Robert Wiene                        | Georg Alexander, Dina Gralla                            | Musical Comedy      |                                                                         |
| M - Un oraș își caută ucigașul            | Fritz Lang                          | Peter Lorre, Otto Wernicke, Gustaf Gründgens            | Thriller            |                                                                         |
| Madame Pompadour                          | Willi Wolff                         | Anny Ahlers, Kurt Gerron                                | Musical             |                                                                         |
| Mädchen in Uniform                        | Leontine Sagan                      | Hertha Thiele, Dorothea Wieck                           | drama               | Girls in Uniform                                                        |
| The Man in Search of His Murderer         | Robert Siodmak                      | Heinz Rühmann, Lien Deyers                              | Comedy              |                                                                         |
| The Man Who Murdered                      | Curtis Bernhardt                    | Conrad Veidt, Trude von Molo                            | Crime               |                                                                         |
| Marriage with Limited Liability           | Franz Wenzler                       | Charlotte Susa, Georg Alexander                         | Comedy              | Co-production with Austria                                              |
| Mary                                      | Alfred Hitchcock                    | Alfred Abel, Olga Chekhova                              | Crime               | German version of Hitchcock's Murder! (1930)                            |
| Melodie der Wellen                        | Hans Fischerkoesen                  |                                                         | Animation           |                                                                         |
| Menschen im Busch                         | Friedrich Dalsheim, Gulla Pfeffer   |                                                         | documentary         |                                                                         |
| The Merry Wives of Vienna                 | Géza von Bolváry                    | Willi Forst, Lee Parry, Paul Hörbiger                   | Musical comedy      |                                                                         |
| Moritz Makes His Fortune                  | Jaap Speyer                         | Sig Arno, Willy Prager                                  | Comedy              |                                                                         |
| Mountains on Fire                         | Karl Hartl, Luis Trenker            | Lissy Arna, Luigi Serventi                              | War                 |                                                                         |
| The Murderer Dimitri Karamazov            | Erich Engels                        | Fritz Kortner, Anna Sten                                | Drama               |                                                                         |
| My Cousin from Warsaw                     | Carl Boese                          | Liane Haid, Tala Birell                                 | Comedy              |                                                                         |
| My Leopold                                | Hans Steinhoff                      | Max Adalbert, Harald Paulsen                            | Comedy              |                                                                         |
| My Wife, the Impostor                     | Kurt Gerron                         | Heinz Rühmann, Käthe von Nagy                           | Comedy              |                                                                         |
| A Night at the Grand Hotel                | Max Neufeld                         | Mártha Eggerth, Ulrich Bettac, Kurt Gerron              | Drama               |                                                                         |
| The Night Without Pause                   | Andrew Marton, Franz Wenzler        | Sig Arno, Camilla Horn                                  | Comedy              |                                                                         |
| No Man's Land                             | Victor Trivas                       | Ernst Busch, Vladimir Sokoloff                          | War                 |                                                                         |
| No More Love                              | Anatole Litvak                      | Lilian Harvey, Harry Liedtke                            | Musical comedy      |                                                                         |
| The Office Manager                        | Hans Behrendt                       | Felix Bressart, Hermann Thimig                          | Comedy              |                                                                         |
| Once I Loved a Girl in Vienna             | Erich Schönfelder                   | Werner Fuetterer, Gretl Theimer                         | Comedy              |                                                                         |
| One Hour of Happiness                     | William Dieterle                    | Evelyn Holt, Harald Paulsen                             | Drama               |                                                                         |
| The Other Side                            | Heinz Paul                          | Conrad Veidt, Theodor Loos                              | War                 |                                                                         |
| Panic in Chicago                          | Robert Wiene                        | Olga Tschechowa, Hans Rehmann                           | Crime               |                                                                         |
| Peace of Mind                             | Max Obal                            | Fritz Kampers, Lucie Englisch                           | Comedy              |                                                                         |
| The Private Secretary                     | Wilhelm Thiele                      | Renate Müller, Hermann Thimig                           | Musical             |                                                                         |
| Reckless Youth                            | Leo Mittler                         | Camilla Horn, Walter Rilla                              | Drama               |                                                                         |
| Road to Rio                               | Manfred Noa                         | Maria Matray, Oskar Homolka                             | Crime               |                                                                         |
| Ronny                                     | Reinhold Schünzel                   | Käthe von Nagy, Willy Fritsch                           | Musical comedy      |                                                                         |
| Queen of the Night                        | Fritz Wendhausen                    | Friedl Haerlin, Karl Ludwig Diehl                       | Musical             | German-language version of a French film                                |
| Salto Mortale                             | Ewald André Dupont                  | Anna Sten, Anton Walbrook                               | Drama               |                                                                         |
| Shadows of the Underworld                 | Harry Piel                          | Harry Piel, Dary Holm, Elisabeth Pinajeff               | Thriller            |                                                                         |
| Schatten der Manege                       | Heinz Paul                          |                                                         |                     |                                                                         |
| Schubert's Dream of Spring                | Richard Oswald                      | Gretl Theimer, Lucie Englisch                           | Musical             |                                                                         |
| The Scoundrel                             | Eugen Schüfftan, Franz Wenzler      | Max Adalbert, Emilia Unda                               | Comedy              |                                                                         |
| The Soaring Maiden                        | Carl Boese                          | Lissy Arna, S.Z. Sakall                                 | Comedy              |                                                                         |
| The Song of the Nations                   | Rudolf Meinert                      | Camilla Horn, Igo Sym, Betty Amann                      | Musical             |                                                                         |
| The Squeaker                              | Martin Frič, Karel Lamač            | Lissy Arna, Karl Ludwig Diehl, Fritz Rasp               | Mystery             |                                                                         |
| Storm in a Water Glass                    | Georg Jacoby                        | Hansi Niese, Renate Müller                              | Comedy              | Co-production with Austria                                              |
| A Storm Over Zakopane                     | Domenico Gambino, Adolf Trotz       | Alphons Fryland Lilian Ellis                            | Drama               | Produced in partnership with Poland                                     |
| The Stranger                              | Fred Sauer                          | Gerda Maurus, Harry Hardt, Grete Natzler                | Drama               | Co-production with France                                               |
| The Street Song                           | Lupu Pick                           | Ernst Busch, Hans Deppe                                 | Musical             |                                                                         |
| Student Life in Merry Springtime          | Heinz Paul                          | Anita Dorris, Fritz Alberti                             | Musical             |                                                                         |
| Studie Nr. 7                              | Oskar Fischinger                    |                                                         | Animation           |                                                                         |
| Studie Nr. 8                              | Oskar Fischinger                    |                                                         | Animation           |                                                                         |
| Studie Nr. 9                              | Oskar Fischinger                    |                                                         | Animation           |                                                                         |
| Such a Greyhound                          | Carl Heinz Wolff                    | Ralph Arthur Roberts, Max Adalbert, Lucie Englisch      | Comedy              |                                                                         |
| Tanzendes Holz                            | Ulrich K.T. Schultz                 |                                                         | documentary         |                                                                         |
| Terror of the Garrison                    | Carl Boese                          | Felix Bressart, Lucie Englisch                          | Comedy              |                                                                         |
| That's All That Matters                   | Joe May                             | Nora Gregor, Harry Liedtke                              | Musical comedy      |                                                                         |
| The Theft of the Mona Lisa                | Géza von Bolváry                    | Willi Forst, Trude von Molo, Gustaf Gründgens           | Drama               |                                                                         |
| Three Days of Love                        | Heinz Hilpert                       | Hans Albers, Käthe Dorsch, Trude Berliner               | Drama               |                                                                         |
| The Threepenny Opera                      | Georg Wilhelm Pabst                 | Rudolf Forster, Lotte Lenya                             | Musical             | A film of Bertolt Brecht; French version: L'Opéra de quat'sous          |
| The Trunks of Mr. O.F.                    | Alexis Granowsky                    | Peter Lorre, Alfred Abel                                | Comedy              |                                                                         |
| The True Jacob                            | Hans Steinhoff                      | Ralph Arthur Roberts, Anny Ahlers                       | Comedy              |                                                                         |
| Der unbekannte Gast                       | E. W. Emo                           |                                                         |                     |                                                                         |
| The Unfaithful Eckehart                   | Carl Boese                          | Ralph Arthur Roberts, Paul Hörbiger                     | Comedy              |                                                                         |
| Die verliebte Firma                       | Max Ophüls                          |                                                         |                     |                                                                         |
| Venetian Nights                           | Pierre Billon, Robert Wiene         | Florelle Roger Tréville                                 | Musical             | French-language version of The Love Express                             |
| Victoria and Her Hussar                   | Richard Oswlad                      | Michael Bohnen, Friedel Schuster                        | Musical             |                                                                         |
| The Virtuous Sinner                       | Fritz Kortner                       | Max Pallenberg, Heinz Rühmann, Dolly Haas               | Comedy              |                                                                         |
| A Waltz by Strauss                        | Conrad Wiene                        | Hans Junkermann, Gustav Fröhlich                        | Historical          |                                                                         |
| Weekend in Paradise                       | Robert Land                         | Trude Berliner, Claire Rommer                           | comedy              |                                                                         |
| When the Soldiers                         | Jacob Fleck , Luise Fleck           | Otto Wallburg , Gretl Theimer , Ida Wüst                | Comedy              |                                                                         |
| The White Ecstasy                         | Arnold Fanck                        | Leni Riefenstahl, Hannes Schneider                      | Adventure           |                                                                         |
| Who Takes Love Seriously?                 | Erich Engel                         | Max Hansen, Jenny Jugo                                  | Romantic comedy     |                                                                         |
| Wibbel the Tailor                         | Paul Henckels                       | Paul Henckels, Wolfgang Zilzer                          | Comedy              |                                                                         |
| Without Meyer, No Celebration is Complete | Carl Boese                          | Sig Arno, Dina Gralla                                   | Comedy              |                                                                         |
| The Woman They Talk About                 | Victor Janson                       | Mady Christians, Hans Stüwe                             | Drama               |                                                                         |
| The Wrong Husband                         | Johannes Guter                      | Johannes Riemann, Maria Paudler                         | Comedy              |                                                                         |
| Wunder der Tierwelt im Wasser             | Felix Lampe                         |                                                         | documentary         |                                                                         |
| Yorck                                     | Gustav Ucicky                       | Werner Krauss, Gustaf Gründgens                         | Historical war      |                                                                         |